# Cattedrale di Santa Filomena
La cattedrale di Santa Filomena (o cattedrale di San Giuseppe) è un luogo di culto cattolico della città di Mysore.

## Storia
Il 28 ottobre 1933 il maharaja Krishna Raja Wadiyar IV pose le fondamenta della chiesa per sostituirne una precedente costruita durante il regno del bisnonno, Krishnaraja Wodeyar III.

## Descrizione
È ispirata al duomo di Colonia.